# Lagergeld (KZ)

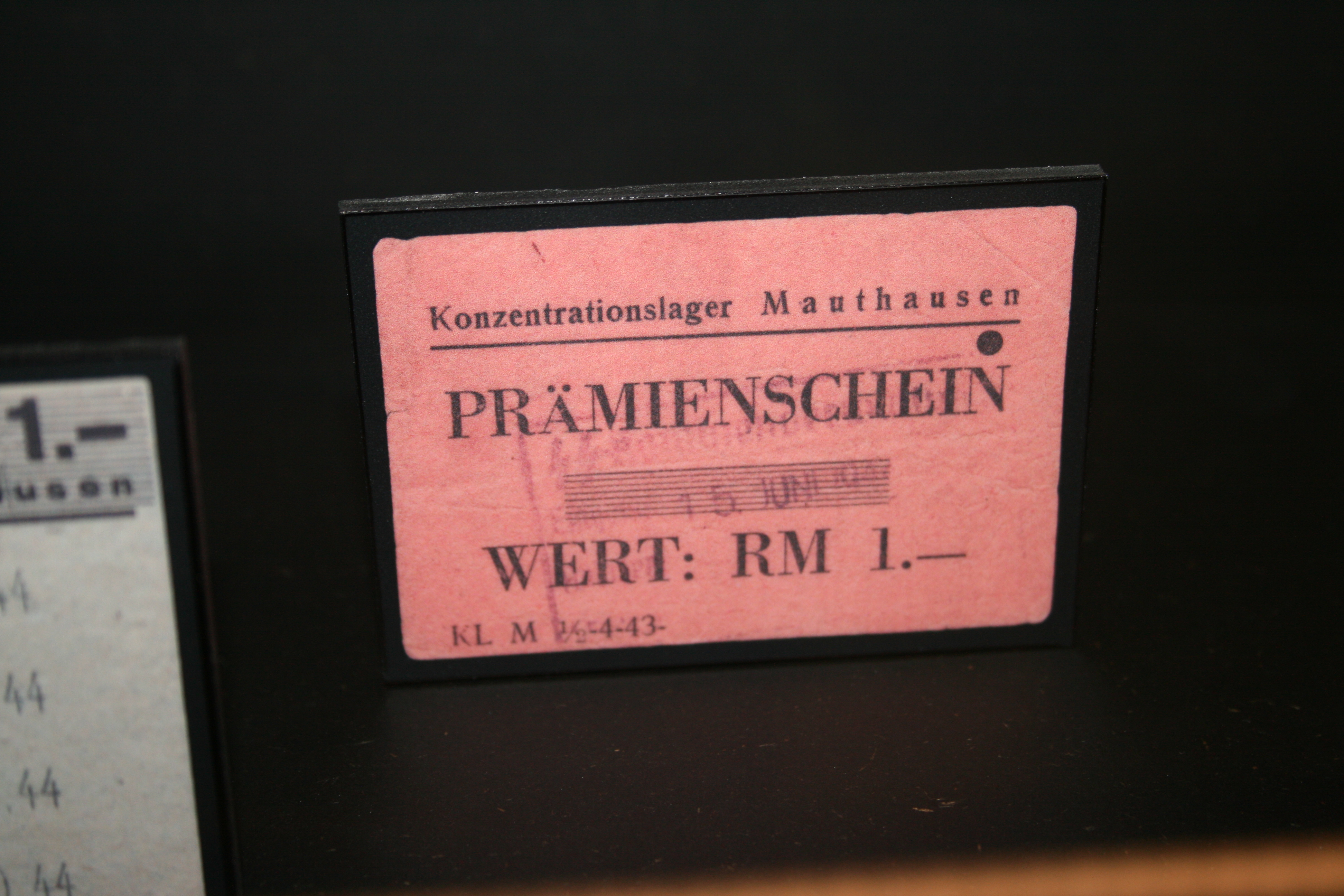
Prämienschein im KZ Mauthausen

Der Begriff des Lagergeldes bezogen auf Konzentrationslager (KZ) wird vom allgemeinen Begriff des Lagergeldes abgegrenzt, der sich auf Internierungs- oder Kriegsgefangenenlager bezieht.
Er ist nicht zu verwechseln mit Produkten des Fälscherkommandos im KZ Sachsenhausen (das SS-Unternehmen Bernhard, einer Geldfälschungsaktion des SD) oder dem Betrag, der beim Einspeichern (Logistik) von Waren oder Paketen dem Vermieter eines Lagerhauses dafür zu zahlen ist.

## Verwendung
In einigen deutschen, von der SS betriebenen KZ wurde von der SS so genanntes Lagergeld in Papierform an KZ-Häftlinge ausgegeben. Damit wurden in den Lagern zum Teil unterschiedliche Ziele verfolgt. Es ging immer darum, dass den KZ-Häftlingen keine echte Währung in die Hände kommen sollte, welche für Fluchtversuche außerhalb des Lagers hätte verwendet werden können. Auch die Eindämmung der offiziell geächteten, in der Realität aber verbreiteten Bestechlichkeit des SS-Wachpersonals mag hierbei ein Ziel gewesen sein, da das Lagergeld für die Mitglieder der SS uninteressant war und sie daher auf entsprechende Versuche der Häftlinge weniger eingingen. 
Zum Teil diente das Lagergeld als Tauschwährung, mit der mitgebrachtes Geld oder Zuwendungen von Angehörigen an die Gefangenen für die SS nutzbar gemacht werden konnte. Dazu wurde dieses Lagergeld in einem deutlich schlechteren Währungskurs als der erreichbare Warenwert eingetauscht und nur damit konnten danach Lebensmittel oder Waren von den KZ-Häftlingen in lagerinternen Verkaufsstellen, z. B. in der „Kantine“, erworben werden. Es gab Vorschriften über maximale Mengen und Zeiträume der Gültigkeit der Wertscheine.
Es war nie so, dass einzelne KZ-Häftlinge für ihre Arbeit (Lohn) selbst bezahlt wurden, sondern einzelne erhielten hin und wieder „Prämienscheine“ (z. B. im KZ Dachau, KZ Herzogenbusch), „Gutscheine“ oder „Kupons“ über geringfügige Nennbeträge (5, 10, 50 oder 100 Pfennige bzw. Gulden oder Kronen) als Anreiz oder Belohnung. Eine Bezahlung im Sinne eines regelmäßigen Lohns gab es in Konzentrationslagern prinzipiell nicht.
Die Belegexemplare der Wertscheine finden sich heute in Katalogen von Münz- und Geldscheinsammlern (Numismatik) unter Begriffen/Überschriften wie Not- und Lagergeld, Concentration camp scrip.

## Ghettogeld

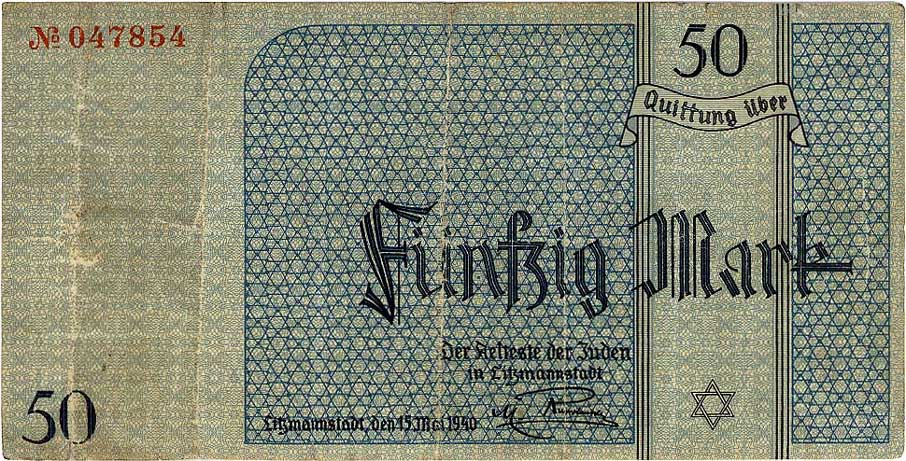
Ghettogeld 50 Mark Vorderseite

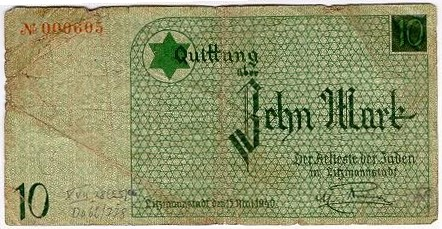
Ghettogeld 10 Mark Vorderseite

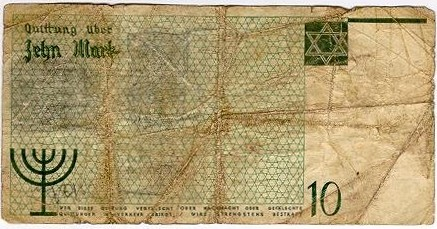
Ghettogeld „10 Mark“ (Rückseite)

Eine vergleichbare Funktion hatte auch das Ghettogeld, das im Ghetto Litzmannstadt im Umlauf war. Seit dem 8. April 1940 war im Ghetto nicht mehr die Mark oder der polnische Złoty offizielles Zahlungsmittel, sondern die Scheine und Münzen des Ghettogeldes. Diese wurden offiziell durch den „Ältesten der Juden in Litzmannstadt“, also den Leiter der jüdischen Selbstverwaltung Chaim Rumkowski, ausgegeben. Die eigentliche Kontrolle über das Ghetto übten aber die nationalsozialistischen Machthaber aus, die über die Ausgabe des Geldes verfügten.
Es gab Geldscheine im Wert von 0,50, ein, zwei, fünf, zehn, zwanzig und fünfzig Mark. An Münzgeld wurden Entitäten zu zehn Pfennig sowie fünf, zehn und zwanzig Mark aus Aluminium und Aluminium-Magnesium ausgegeben.